# Dry Fit
Dri-Fit es el nombre de una tecnología textil desarrollada por Nike.

## Funcionamiento
El sistema Dry-Fit transporta la humedad a la superficie de la prenda para facilitar su evaporación. Comúnmente se utilizan materiales como el poliéster o microfibras de materiales sintéticos, ya que no absorben líquidos.

## Otras marcas
Dry-Fit resultó ser un éxito y otras marcas han adoptado esta tecnología:
- Adidas: tiene un sistema similar llamado Clima-Cool.
- Topper: tiene la tecnología Dry Cool.
- Kannú: tiene la tecnología Active Dry.

.AVIVA: Tiene V- DRY